# Ochsenweiher
Ochsenweiher ist ein Gemeindeteil der Gemeinde Windberg im niederbayerischen Landkreis Straubing-Bogen. Der Weiler liegt an der Kreisstraße SR 49 und etwa 700 Meter nordöstlich des Klosters Windberg. In Ochsenweiher beginnt der Dummbach am Zusammenfluss des Fahrenlohgraben mit einem anderen Bach. 1987 gab es in Ochsenweiher vier Wohngebäude mit fünf Wohnungen und 14 Einwohnern.